# Lunabrunnen

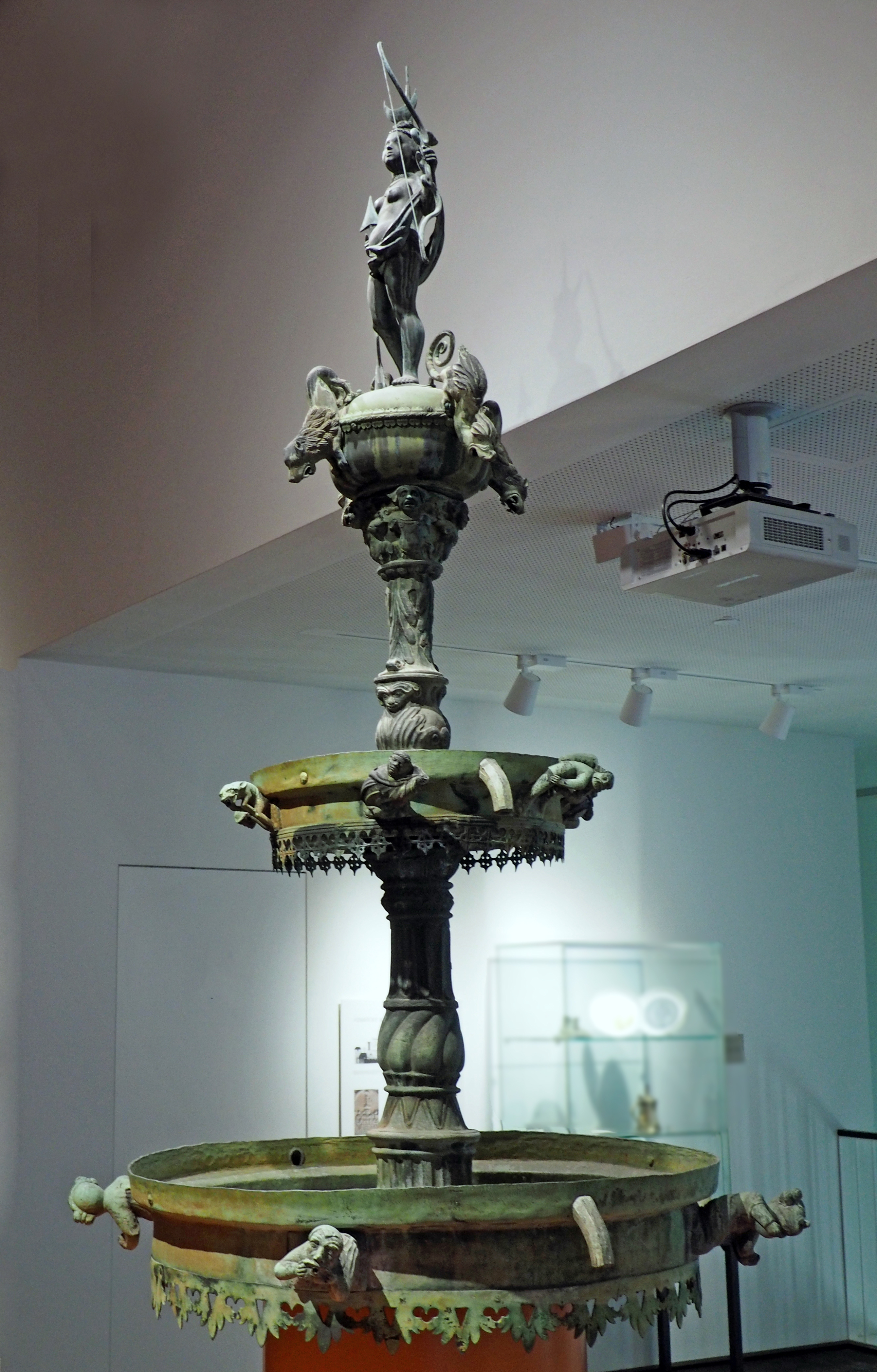
Das nach 1972 rekonstruierte Original im Museum Lüneburg

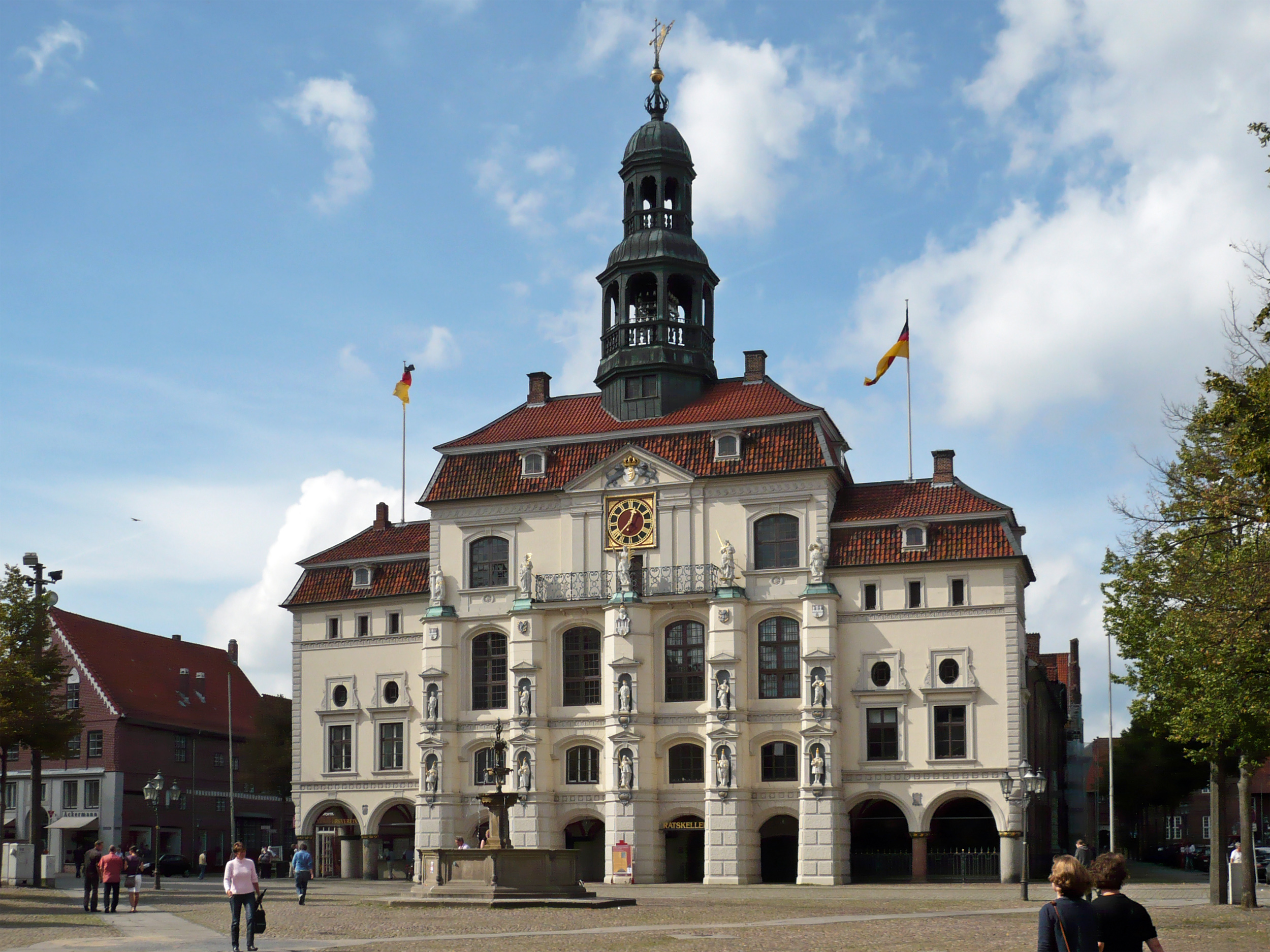
Marktplatz mit Brunnenkopie

Der sogenannte Lunabrunnen steht auf dem Marktplatz in Lüneburg vor dem Rathaus. Ihn ziert eine bronzene Statue der Göttin Artemis mit Pfeil und Bogen; das Original von 1532 wurde 1970 gestohlen und eingeschmolzen; die heutige Statue ist eine Nachbildung von 1972. Der Brunnen befindet sich etwas westlich des Mittelpunktes des Marktes. Über zwei in gotischer Zeit vermutlich von Hans Snitker geschaffenen Schalen mit 110 und 64 cm Durchmesser befindet sich eine Säule und darüber eine Statue der Göttin Artemis. Die wehrhafte Jagdgöttin aus der griechischen Mythologie wurde als die eigentlich der sanfteren Selene entsprechende Mondgöttin Luna der römischen Mythologie interpretiert. Deren Name galt im 16. Jahrhundert als Herkunft des Stadtnamens Lüneburg.
Der Brunnen war im Laufe der Zeit häufiger Ziel von Vandalismus. 1970 wurde die Statue in Höhe der Knöchel der Göttin abgesägt und gestohlen. 1972 wurde die Brunnenfigur dreimal nachgegossen. Nachdem bei erneutem Vandalismus ein Wasserspeier abgebrochen worden war, wurde das rekonstruierte Original des Brunnens in das Museum für das Fürstentum Lüneburg (heute Museum Lüneburg) gebracht. Auf dem Marktplatz steht nahezu mittig vor dem Rathaus eine Brunnenkopie. Der dritte Nachguss der Brunnenfigur kam in Lüneburgs Partnerstadt Clamart.